# Nosowicze (Ukraina)
Nosowicze (ukr. Носовичі) – wieś na Ukrainie w rejonie łuckim obwodu wołyńskiego.
Do 2020 w rejonie kiwereckim. 